# リア・クラーク
レスリー・アン・クラーク（Leslie Ann Clark、1979年12月20日 - ）は、アメリカ合衆国の女性声優、舞台女優、ADRディレクター。ニューメキシコ州アルバカーキ出身。

## 出演作品

### テレビアニメ
- 暗殺教室（神崎有希子）
- 艦隊これくしょん -艦これ-（夕立）
- 君が望む永遠（涼宮茜）
- Get Ride! アムドライバー（ジュリ・ブルーム）
- こどものおもちゃ（飛田まゆ）
- 小林さんちのメイドラゴン（小林さん）
- 少年メイド（凰美耶子）
- 涼風（朝比奈涼風）
- 地獄少女（菅野純子、ユミ）
- スクールランブル（沢近愛理）
  - スクールランブル 二学期（沢近愛理）
- 創聖のアクエリオン（チビコ、アンナ）
- SoltyRei（ジェレミー・コルベール、サラ・レヴァント）
- 東京レイヴンズ（倉橋京子）
- ツバサ・クロニクル（琴子）
- ドラゴンボールZ（マロン）
- ドラゴンボールGT（マロン）
- ねじ巻き精霊戦記 天鏡のアルデラミン（ハローマ・ベッケル）
- XXXHOLiC（マル）
- 魔法先生ネギま!（宮崎のどか）
  - ネギま!?（宮崎のどか）
- 名探偵コナン（係員、他）
- ONE PIECE（コビー、ミス・ダブルフィンガー）
- ロクでなし魔術講師と禁忌教典 (リィエル＝レイフォード)
- AKIBA'S TRIP (毒島電子)
- ようこそ実力至上主義の教室へ (佐倉愛里)
- ひなろじ〜from Luck & Logic〜 (ニーナ・アレクサンドロヴナ)
- 旗揚！けものみち (ミーシャ)
- ダンベル何キロ持てる? (立花里美)
- フルーツバスケット (2019年版) (花島恵、竹村)
- プランダラ (成宮杏華)
- 僕のヒーローアカデミア 2017年 - 2023年 (渡我被身子)

### 劇場版アニメ
- 劇場版ツバサ・クロニクル 鳥カゴの国の姫君（マル）
- 劇場版 鋼の錬金術師 シャンバラを征く者（ノーア）
- 劇場版xxxHOLiC 真夏ノ夜ノ夢（マル）
- ONE PIECE エピソードオブアラバスタ 砂漠の王女と海賊たち（ミス・ダブルフィンガー）
- テイルズ オブ ヴェスペリア 〜The First Strike〜 (シャスティル・アイヒープ)
- 劇場版 PSYCHO-PASS サイコパス (ヨー)
- 劇場版ポケットモンスター ベストウイッシュ ビクティニと黒き英雄 ゼクロム・白き英雄 レシラム (カリータ)

### OVA
- スクールランブルOVA 一学期補習（沢近愛理）
- ネギま!?夏スペシャル!?（宮崎のどか）
  - ネギま!?夏スペシャル!?（宮崎のどか）

## 参加作品

### ADRディレクター

#### テレビアニメ
- 砂沙美☆魔法少女クラブ
  - 砂沙美☆魔法少女クラブ シーズン2
- 地獄少女（アシスタント・ディレクター）
- SHUFFLE!（5話から8話まで）
- SoltyRei（サブ・ディレクター）
- スクールランブル（アシスタント・ディレクター）
- 奏光のストレイン（アシスタント・ディレクター）
- 蟲師（アシスタント・ディレクター）

#### 劇場版アニメ
- 名探偵コナン 瞳の中の暗殺者

### 英語版台本
- 砂沙美☆魔法少女クラブ
  - 砂沙美☆魔法少女クラブ シーズン2
- 涼風
- ピーチガール
- ONE PIECE

### その他
- ネギま!?（英語版主題歌）

## 註
1. ↑  Leah Clark. Internet Movie Database. 2018年5月20日閲覧.